# Хоптяр, Степан Иванович
Степан Иванович Хоптяр (23 января 1921, село Гробина, ныне в составе пгт Ярмолинцы Хмельницкой области — 29 апреля 1945, около Жары, ПНР) — участник Великой Отечественной войны, Герой Советского Союза.

## Биография
Родился в украинской крестьянской семье. Окончив 7 классов, работал в колхозе.
С 1940 года — в Красной Армии.
C июня 1941 года — на фронтах Великой Отечественной войны.
29 января 1945 наводчик орудия 493-го истребительно-противотанкового артиллерийского полка (13-я армия, 1-й Украинский фронт) комсомолец сержант Хоптяр в числе первых с орудием форсировал реку Одер в районе города Штейнау, отразил контратаку противника, уничтожив при этом 4 танка, десятки солдат противника. В последующие дни отразил ряд вражеских контратак в районе населённых пунктов Ранзен, Герцогсвальдау, уничтожил 9 танков, 6 БТР. Звание Героя Советского Союза присвоено 10 апреля 1945 года.
Погиб 29 апреля 1945 года. Похоронен в братской могиле в городе Жары (ПНР).
Именем Степана Хоптяра названо поле неподалёку от села Сутковцы Ярмолинецкого района Хмельницкой области (Украина).

## Награды
- Медаль «Золотая Звезда» Героя Советского Союза;
- орден Ленина;
- орден Отечественной войны 1 степени;
- орден Красной Звезды;
- орден Славы 2-й степени;
- орден Славы 3-й степени.